# 三王 (暹羅)
三王是暹罗（泰国）的一個王族頭銜，其地位仅次于二王。
三王最早起源于阿瑜陀耶王朝，与二王这个头衔同时被设立。在Luang Sorasak（即后来的帕昭·素）被帕碧罗阇任命为历史上第一位第二国王的同时，一位名叫朱科披耶西的平民被任命为第三国王。然而他在帕碧罗阇在位期间就失宠并被处决。大约在1703年，帕昭·素任命长子Phet（后来的帕昭·泰沙）为二王，幼子Porn（后来的波隆摩阁）为三王；二王与三王的头衔分别改为“Phra Banthun Yai”（พระบัณฑูรใหญ่）和“Phra Banthun Noi”（พระบัณฑูรน้อย），字面意思为“大皇家指挥”和“小皇家指挥”，可与海军中校和少校的军衔相比拟。这些头衔后来合并了。
拉玛一世国王的外甥阿努拉特韦是拉达那哥欣时代唯一一位后宫。他于1806年逝世后，这个职位一直空缺，直到1885年被废除。曼谷的后宫是在当时是三王的皇家居所，地址位于今日诗里拉吉医院。三王的泰语名称字面直译是“后宫之主”的意思，有时候也可以简称“后宫”。

## 后宫之主（三王）列表

### 阿瑜陀耶王朝
| 后宫之主   | 任命者   | 在位         |
| ---------- | -------- | ------------ |
| 朱科披耶西 | 帕碧罗阇 | 约 1688–?    |
| 波隆摩阁   | 帕昭·素  | 约 1703–1708 |

### 拉达那哥欣时代
| 后宫之主   | 任命者   | 在位         |
| ---------- | -------- | ------------ |
| 阿努拉特韦 | 拉玛一世 | 约 1782–1806 |